# Anne Jean Marie René Savary
Vous lisez un « bon article » labellisé en 2012.
Pour les articles homonymes, voir Savary.
Anne Jean Marie René Savary, duc de Rovigo, né le 26 avril 1774 à Marcq (Ardennes) et mort le 2 juin 1833 à Paris, est un général français, particulièrement connu comme homme de confiance de Napoléon Bonaparte et comme ministre de la Police de 1810 à 1814.
Savary, entré jeune dans l'armée, combat durant les guerres de la Révolution française. Remarqué par le général Bonaparte, il devient son aide de camp, puis le Premier Consul lui confie plusieurs missions spéciales. En 1803 il dénoue le complot de Cadoudal avant de tenir le premier rôle dans l'exécution du duc d'Enghien en mars 1804. Proche du Premier Consul et de sa famille, il épouse une parente de Joséphine de Beauharnais.
Général de division en 1805 il participe à la campagne de Prusse, puis est nommé ambassadeur auprès du tsar. Fait duc de Rovigo en 1808, il part pour l'Espagne, où il commande les forces françaises jusqu'à l'arrivée de Joseph Bonaparte.
En juin 1810 l'Empereur lui confie le Ministère de la Police en remplacement de Fouché ; l'épisode le plus connu de son mandat est la tentative de coup d'État du général Malet en octobre 1812. En mars 1814, Savary quitte Paris avec l'impératrice, laissant Talleyrand offrir les clés de la capitale à l'ennemi.
Durant les Cent-Jours, il est chargé de la gendarmerie ; fait prisonnier par les Anglais après Waterloo, puis remis aux Autrichiens, il est condamné à mort par contumace par la justice de la Restauration en 1816 et s'exile dans l'Empire ottoman. Rejugé à sa demande en 1819, il est innocenté et rétabli dans ses titres, mais mis à la retraite.
La révolution de Juillet, en 1830, lui donne cependant une dernière occasion de servir : il participe comme commandant en chef à la conquête de l'Algérie de 1831 à 1833. Malade, il rentre à Paris où il meurt le 2 juin 1833.

## Biographie

### Enfance et engagement dans l'armée

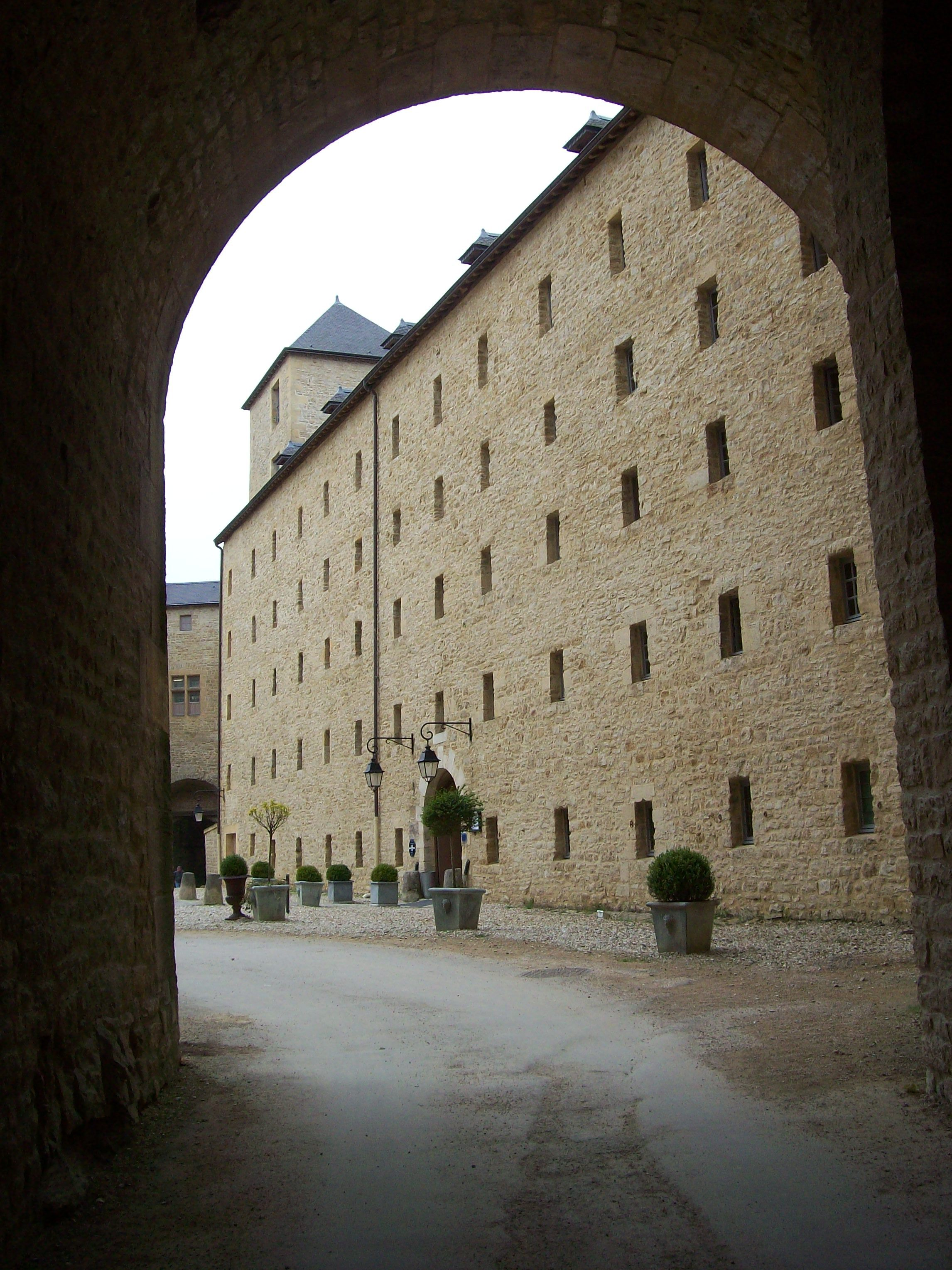
Cour intérieure du château de Sedan, château qui domine la cité ardennaise.

Né au château Dérué à Marcq, village de l'Argonne situé entre Vouziers et Varennes, Anne Jean Marie René Savary est le troisième fils de Ponce Savary, un officier roturier ayant réussi, grâce à ses états de service, à devenir chevalier de l'ordre royal et militaire de Saint-Louis et nommé en fin de carrière major de la place de Sedan. 
La famille est désormais installée dans le château-fort de cette ville.
Le général Louis Samuel Béchet, fils d'un drapier de Sedan, écrit dans ses Mémoires :

« C'est ici le moment de dire un mot des trois frères de ce nom, nés dans les Ardennes qui avaient été élevés à Sedan où, avant la Révolution, leur père, ancien officier de fortune, avait obtenu pour retraite la place de major et de commandant du château de cette ville. Nous avions fait nos premières études ensemble au collège de Sedan et notre liaison avait été d'autant plus intime que mon père ayant loué dans les fortifications du château un jardin voisin de celui qui était dévolu au major commandant, nous nous réunissions ses fils et moi, dans la belle saison, pour faire nos devoirs ensemble. M. Savary père était, ainsi que je l'ai déjà dit un officier de fortune, fort brave homme généralement honoré et estimé. […] Ses visites me faisaient toujours plaisir, et il m'intéressait beaucoup par le récit, qui peut être en ennuyait d'autres, de ses anciennes campagnes […] J'étais plus intimement lié avec l'aîné des trois frères, nos âges se rapprochant davantage. Les jours de congé, nous passions presque toutes nos journées ensemble. Par une circonstance qui paraîtra bien particulière, l'occupation qui nous était la plus agréable consistait à faire manœuvrer des régiments faits avec des coqs de papier, à attaquer des châteaux de cartes avec des canons de plume ou de sureau, sans nous douter, au moins de mon côté, que nous préludions ainsi à la carrière que nous devions embrasser un jour. »

Le frère aîné d'Anne Jean Marie René, lui aussi prénommé Ponce, choisit la carrière militaire et l'arme de l'artillerie. Il est condisciple de Napoléon Bonaparte à l'école de Brienne, puis au régiment de La Fère. Le frère cadet embrasse la carrière ecclésiastique.
Anne Jean Marie René est éduqué au collège Saint-Louis de Metz. Mais en 1790, à 16 ans, il s'engage dans un régiment de cavalerie, le Royal-Normandie, dans lequel son père avait servi. La participation de ce régiment à la répression du soulèvement de la garnison de Nancy contre les officiers nobles en août 1790 constitue son baptême du feu.

### Les guerres de la Révolution

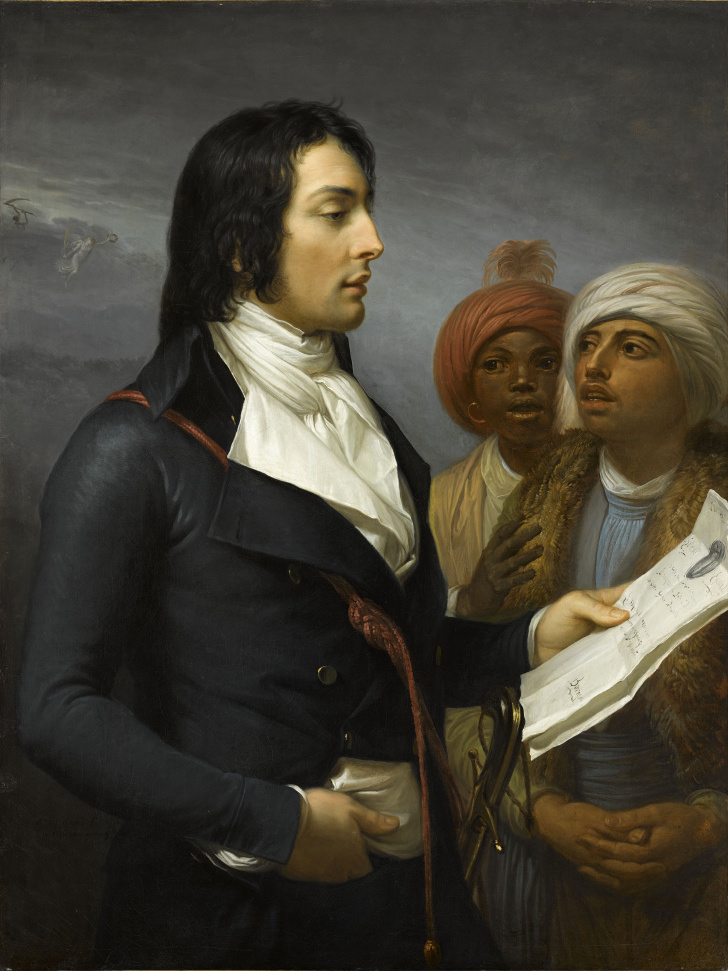
Le général Desaix durant la campagne d'Égypte, peint par Andrea Appiani (1800). Savary sert comme aide de camp de Desaix jusqu'à sa mort à Marengo, en 1800.

Bénéficiant de l'émigration de nombre d'officiers, Savary est promu sous-lieutenant en septembre 1791. En 1792 il sert dans l'armée du général Custine qui affronte le duc de Brunswick. À la suite de cette campagne il devient capitaine ; il est nommé officier d'ordonnance du général Pichegru, puis du général Moreau au cours des campagnes du Rhin. En 1793, il assiste aux batailles de Berstheim et de Wissembourg ainsi qu'à la levée du siège de Landau.
Il sert comme aide de camp du général Férino dans l'armée du Rhin. À la tête d’un bataillon d’infanterie, il effectue le premier le passage du Rhin en 1796 et se fait de nouveau remarquer lors de la traversée de la Lech ainsi que durant la retraite de Bavière. Au nouveau franchissement du Rhin en 1797, Savary est encore chargé du premier débarquement des troupes. Il traverse le fleuve en plein jour, sous le feu du canon et de la mousqueterie, et se maintient sur la rive droite jusqu’à ce que le pont soit jeté. Il est fait chef d'escadron le 22 avril 1797.
Il est ensuite nommé aide de camp du général Desaix qu’il suit pendant cinq ans, d’abord à l’armée du Rhin, puis de 1798 à 1800 à l’armée d'Orient au cours de la campagne d'Égypte. Savary commande les troupes du débarquement de la division Desaix lors de la prise de Malte, puis d'Alexandrie, et participe à la bataille des Pyramides. Il sert encore sous les ordres de Desaix lors de la deuxième campagne d'Italie, jusqu'à la bataille de Marengo où le général trouve la mort.
Savary avait beaucoup d’affection pour Desaix et admirait son talent et son humanité. C'est lui qui retrouve le corps de son supérieur, qu’il reconnaît à son abondante chevelure. Il fait porter le corps jusqu'à la ville la plus proche pour qu'il soit inhumé et annonce la nouvelle à Bonaparte.
Celui-ci, se fiant au jugement du général défunt et impressionné par l'indéfectible loyauté de Savary, comme par son énergie, fait alors de lui son aide de camp.

### L'homme de confiance de Napoléon

#### Premières opérations de police (1800-1803)
Très vite, l'aide de camp du Premier Consul devient son homme de confiance. Savary, qui l'accompagne dans tous ses déplacements, se voit chargé de missions délicates.
En septembre 1800 il reçoit l'ordre de diriger une enquête sur l'enlèvement du sénateur Clément de Ris, enlèvement en fait organisé par le ministre de la Police Joseph Fouché,. La même année il part pour la Vendée débusquer les complices du chouan Cadoudal. En septembre 1801, avec le grade de colonel, il devient commandant de la gendarmerie d'élite attachée à la protection de Bonaparte. Avec le ministère de la Police de Fouché, la gendarmerie nationale de Moncey, et ce corps de gendarmerie d'élite, Bonaparte met en place différents organes de police se surveillant et s'entre-croisant.

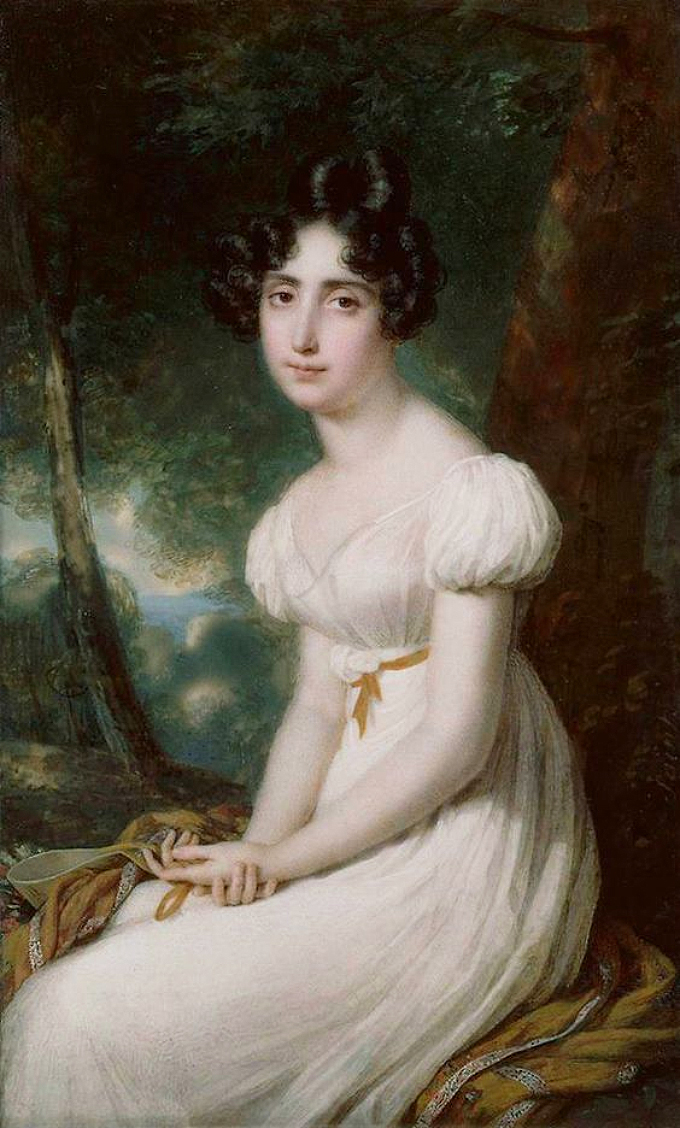
Félicité de Faudoas

Simultanément Savary devient un intime de la famille Bonaparte et est fréquemment invité aux fêtes au château de Malmaison. Il y rencontre Félicité de Faudoas, âgée de dix-sept ans, parente éloignée de Joséphine de Beauharnais, amie de classe de sa fille Hortense. Avec l'accord du Premier Consul, ils se marient le 27 février 1802 et, à la fin de l'année 1802, ont une fille, Joséphine-Hortense. Savary appuie la candidature à l'épiscopat de l'oncle de sa femme, Pierre-Paul de Faudoas, finalement nommé évêque de Meaux en 1805.
La même année 1802, son frère aîné, chef d'escadron dans un régiment d'artillerie, meurt au cours de l'expédition de Saint-Domingue.
Début août 1803 il accompagne le Premier Consul et Joséphine dans un voyage en Belgique, dans les Ardennes et à Reims. À Sedan, le 6 août, Bonaparte découvre le château bien connu de Savary et les collections princières qui s'y trouvent. Il s'intéresse en particulier à une collection d'armures dont il ordonne le transfert à l’Hôtel des Invalides à Paris. Le lendemain, toujours accompagné de Savary qui lui présente toutes les familles « qui comptent », il visite les manufactures textiles. Dans les ateliers de Guillaume Ternaux, des ouvriers expriment leur mécontentement de la mécanisation. On entend quelques cris « À bas les mécaniques ». Bonaparte les fait taire et argumente au milieu du personnel sur la nécessité de cette mécanisation pour se battre contre l'industrie textile anglaise. Guillaume Ternaux fera désormais marquer sur ses produits « Il est français ».

#### Le complot de Cadoudal (1803)
Le 29 août 1803, Savary est promu au grade de général de brigade. En octobre 1803 son service révèle l'existence d'un projet d'enlèvement du Premier Consul, organisé par Cadoudal. Savary s'introduit avec beaucoup d'habileté dans le lieu de réunion des comploteurs, Biville, en Normandie. Ses rapports permettent au gouvernement de prendre conscience de l'importance de cette conspiration. Le complot implique aussi le général Pichegru et le général Moreau. Pichegru est arrêté le 28 février 1804 et est retrouvé mort étranglé avec sa cravate le 6 avril suivant dans sa cellule au Temple où il est emprisonné, tandis que Moreau est banni. Cadoudal, arrêté le 9 mars 1804, est condamné à mort et est guillotiné le 25 juin 1804, après avoir refusé de demander sa grâce. De l'enquête il ressort que les conspirateurs attendaient le retour d'un prince du sang royal en France pour mettre leur projet à exécution.

#### L’exécution du duc d'Enghien (1804)

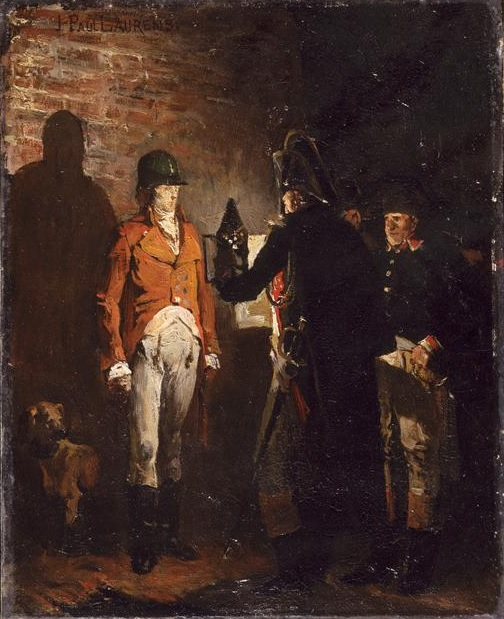
La Mort du duc d'Enghien, par Jean-Paul Laurens (1873). Savary y commande le peloton d'exécution.

Le 10 mars 1804 Bonaparte décide de faire arrêter le duc d'Enghien, prince du sang de la Maison de Condé, alors émigré en Allemagne, suspecté d'avoir participé au complot de Cadoudal.
Les hypothèses divergent sur les motifs du Premier Consul : on ne sait pas avec certitude s'il s'agit de soupçons réels, frappe destinée à faire peur aux royalistes ou de la simple volonté de se redonner une filiation révolutionnaire, peu avant son propre couronnement impérial.
En tout cas, dans la nuit du 15 mars 1804, un détachement de dragons sous les ordres du général Ordener pénètre illégalement en territoire allemand et enlève le duc à Ettenheim pour le ramener à Strasbourg.
Le 20 mars 1804 le duc est transféré à Vincennes et jugé le soir même, sans témoins, par une commission militaire présidée par le général Hulin, commandant des grenadiers de la garde consulaire. Savary, qui dirige des troupes de la gendarmerie d'élite réunies à Vincennes, ne fait pas partie de la commission, mais assiste aux délibérations. La présence d'un proche du Premier Consul constitue indéniablement une pression sur la commission. Après un court interrogatoire où le duc nie le complot, mais se targue courageusement de combattre la République, il est condamné à mort.
Il semble qu'à la demande de l'accusé, le général Hulin ait envisagé de suggérer à Bonaparte, avant l'exécution, d'organiser une entrevue entre eux. Hulin aurait par la suite déclaré qu'un homme (Savary ?), qui s'était constamment tenu dans la salle du conseil, lui avait arraché la plume des mains en déclarant « Votre affaire est finie, maintenant cela me regarde. ».
Le duc d'Enghien est alors conduit dans les fossés du château de Vincennes et fusillé, en présence de Savary, par un piquet de gendarmes d'élite. Savary consacre plusieurs pages de ses mémoires au récit des événements ayant conduit à cette exécution et s'y donne un rôle très secondaire.

#### Le général d'Empire (1805-1807)

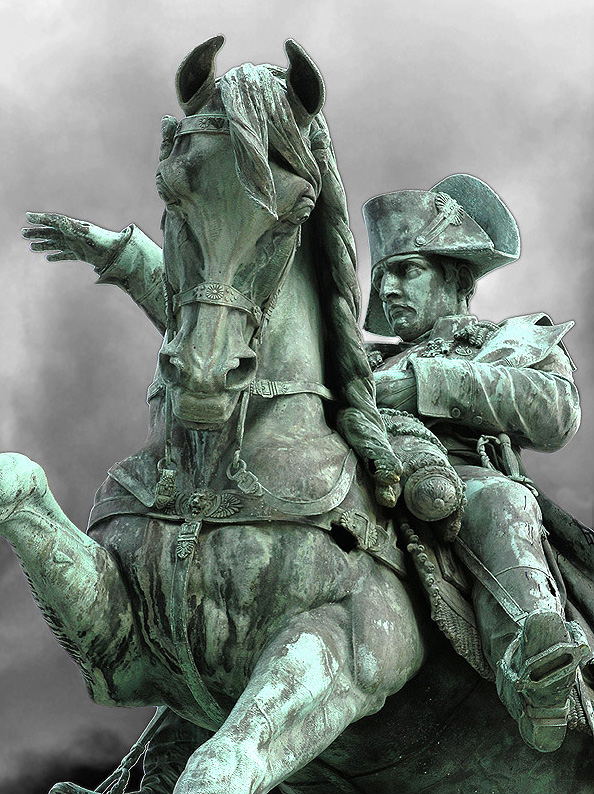
De retour sur les champs de bataille aux côtés de l'Empereur, Savary remporte un succès notable à Ostrołęka, en 1807.

Devenu empereur, Napoléon nomme Savary général de division en février 1805 et lui remet la plaque de grand officier de la légion d'honneur. Savary retrouve les champs de bataille et redevient l’aide de camp de l'Empereur.
Peu avant la bataille d'Austerlitz, à la fin du mois de novembre 1805, Savary est envoyé auprès du tsar Alexandre Ier avec des propositions de paix. Il a également pour mission de recueillir des renseignements sur les dispositions et effectifs de l'ennemi. Napoléon cherche ainsi à persuader ses adversaires qu'ils sont à la veille d'une victoire assurée. La proposition est rejetée par le tsar, qui tombe ainsi dans le piège tendu par Napoléon ; le 2 décembre 1805, les forces coalisées sont écrasées par la Grande Armée.
Savary participe ensuite à la campagne de Prusse et de Pologne, contre la quatrième coalition. Il s'illustre lors de la bataille d'Iéna le 14 octobre 1806 où, poursuivant les Prussiens en déroute, il parvient à capturer tout un régiment de hussards. Le 20 novembre 1806 il s'empare de la forteresse de Hamelin. Un mois plus tard, le 24 décembre, au cours de cette même campagne, son deuxième frère Charles-Joseph-Louis-Marie Savary, colonel du 14e régiment d’infanterie de ligne, est tué en franchissant une rivière à la tête de ses hommes.
Au début de l'année 1807 le général Savary est placé à la tête du Ve corps d’armée, à la place du maréchal Lannes, malade depuis fin décembre. Il couvre, à ce titre, la ville de Varsovie contre les Russes après avoir combattu à la bataille d'Eylau. Le 16 février 1807 il dirige les troupes françaises à la bataille d'Ostrolenka et défait nettement les troupes russes du général Ivan Nikolaïevitch Essen. Cette victoire est le plus grand fait d'armes de Savary. L'empereur le récompense généreusement puisqu'il reçoit un brevet de pension de 20 000 francs et le cordon de grand aigle de la Légion d'honneur le 25 février 1807.

#### L'ambassadeur en Russie (1807)
Après les batailles d’Heilsberg et de Friedland, Savary devient gouverneur de Prusse-Orientale. À la suite de la paix de Tilsit de juillet 1807 entre l'empire français et l'empire russe, le général est envoyé comme plénipotentiaire à Saint-Pétersbourg, où il doit surveiller l'application des clauses secrètes du traité, notamment la mise en place du blocus continental. En dépit de multiples démonstrations d'amabilité du tsar Alexandre Ier, l'aristocratie russe lui ferme ses portes, marquant ainsi son hostilité à l'envoyé de Napoléon, représentant d'une nation révolutionnaire, et surtout au « bourreau de Vincennes », à l'assassin d'un prince de sang royal. S’il parvient, très progressivement, à se faire tolérer dans la bonne société, Savary reste très mal à l'aise dans cette situation. Ses habitudes, sa franchise et son goût pour l'action se satisfont mal d'une position de diplomate. Très vite il demande à être remplacé par un diplomate de métier. L'Empereur décide de le rappeler à Paris avant la fin de l'année 1807 ; il est aussitôt relevé par le grand écuyer Caulaincourt.
Savary est de retour en France en janvier 1808. Le 7 février il est inclus dans la nouvelle promotion de la noblesse d'Empire et devient duc de Rovigo, titre assorti d'une dotation de 15 000 francs. Dès mars 1808, il doit partir pour l'Espagne.

### Dans le brasier espagnol

#### Décadence du royaume des Bourbons

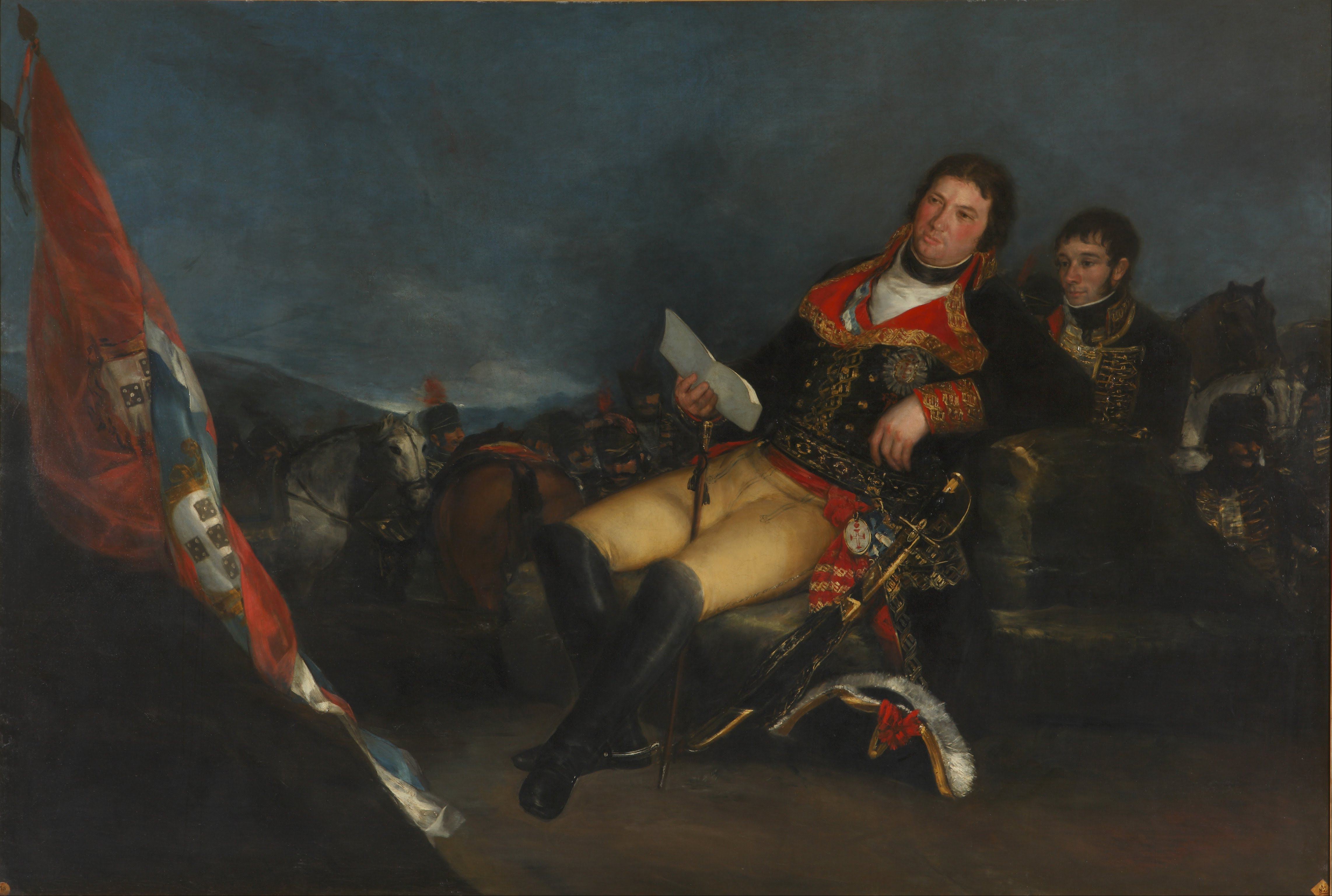
Le ministre de Charles IV d'Espagne, Manuel Godoy, est arrêté par le prince Ferdinand qui organise le soulèvement d'Aranjuez en 1808. L'instabilité politique en Espagne incite Napoléon à intervenir.

Le royaume d'Espagne est alors secoué par une grave crise politique. Le pouvoir est partagé entre le roi Charles IV, le premier ministre Manuel Godoy et l'héritier de la couronne, Ferdinand, prince des Asturies. Dans les faits, le roi ne gouverne plus ; sous l'influence de Napoléon, il a accepté de laisser la Grande Armée franchir les Pyrénées pour prendre possession du Portugal et c'est le premier ministre qui dirige les affaires internes.
Le 17 mars 1808 le prince des Asturies lance contre son père et Godoy un soulèvement à Aranjuez. Il prend le pouvoir sous le nom de Ferdinand VII et fait arrêter le premier ministre.
Napoléon est las de la faiblesse de son allié. Il estime nécessaire que l'Espagne, comme tous les pays d'Europe, applique scrupuleusement le blocus continental visant à affaiblir l'Angleterre, son ennemi principal. Allant à l'encontre les conseils de Talleyrand, l'Empereur envisage la conquête de la péninsule et l'installation sur le trône espagnol d'un de ses proches. Il veut profiter des protestations de Charles IV contre l'action de son fils pour intervenir, d'autant que Joachim Murat est présent avec une armée en Espagne, en vertu du traité de Fontainebleau de 1807.
Savary est envoyé sur place pour communiquer les ordres de Napoléon à Murat : ils doivent emmener Ferdinand VII en France afin qu'un frère de l'Empereur soit placé sur le trône (alors que Murat souhaiterait que lui-même devienne roi d'Espagne). Mais ces projets sont tenus secrets. Dans l'immédiat, les Espagnols se réjouissent, car ils pensent que les Français apportent leur soutien à Ferdinand.
Savary reçoit la visite de plusieurs dignitaires importants de l'entourage de Ferdinand, notamment le duc de l'Infantado et le chanoine Escoïquiz. Il obtient facilement une entrevue avec lui.

#### Le piège de Bayonne

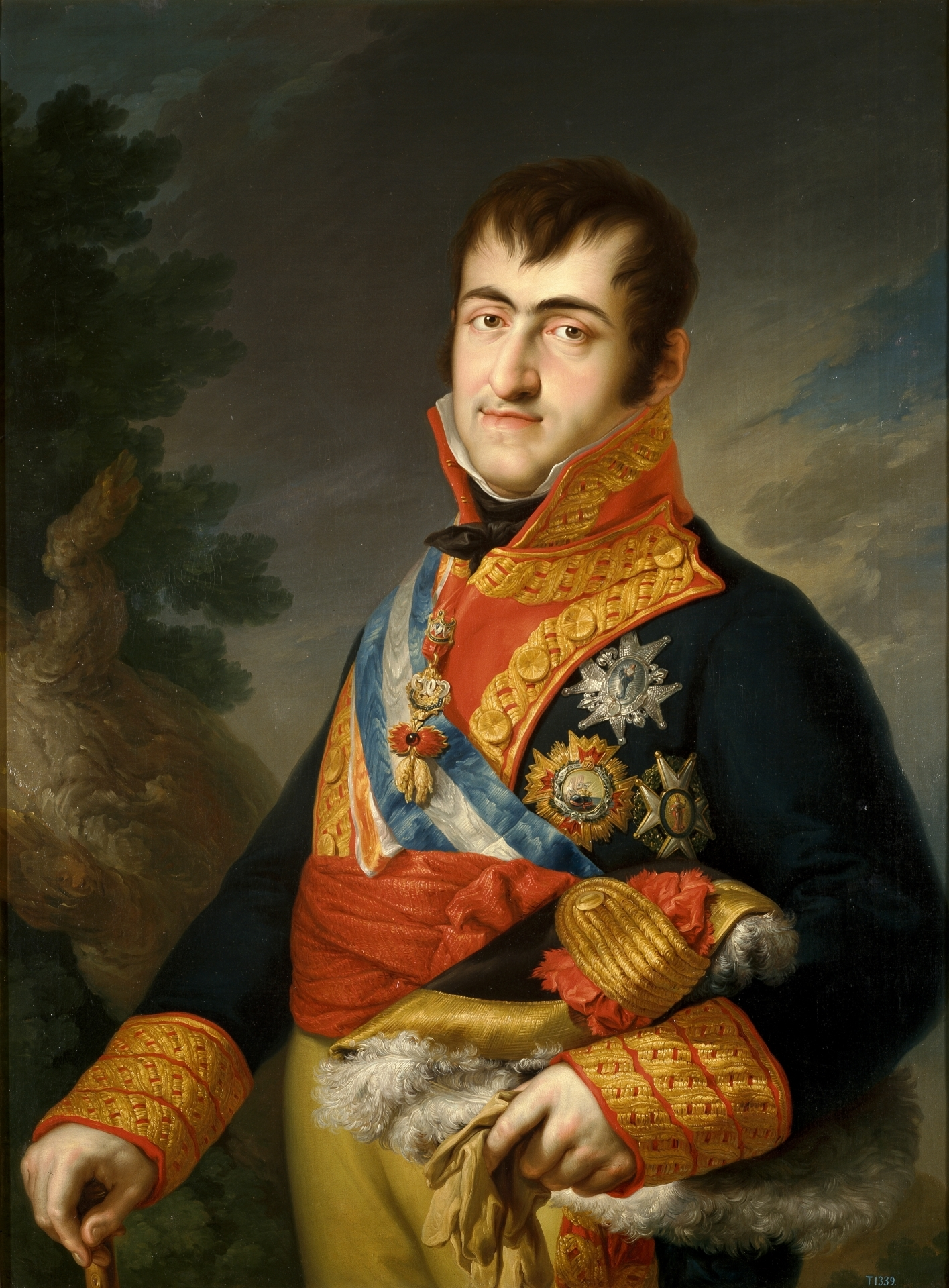
Ferdinand VII d'Espagne, peint par Vicente López Portaña.

Lors de cette entrevue Savary expose les craintes de l'Empereur face à la situation en Espagne et son souhait de voir les choses reprendre rapidement un cours plus normal. Il parvient à convaincre le prince des Asturies de rencontrer Napoléon pour plaider sa cause, et le rassurer sur son désir de maintenir des relations cordiales avec la France. Il le presse aussi de quitter Madrid en arguant que Charles IV cherche de son côté le soutien de l'Empereur. Savary l'informe enfin que l'Empereur est en train de partir vers le sud-ouest de la France pour faciliter leur rencontre. Avec l'aide de l'ambassadeur Eugène de Beauharnais, il parvient à convaincre Ferdinand de partir. Le succès de l'opération est à mettre au crédit de Savary. Elle manque d'ailleurs d'échouer lorsque Murat demande la libération du ministre Godoy. S'avisant des inquiétudes des partisans de Ferdinand, il fait très vite machine arrière.
La rencontre est d'abord fixée à Burgos. Le prince des Asturies part le 10 avril 1808 pour cette ville, escorté par Savary et des troupes françaises. Arrivés à destination, ils constatent que l'Empereur n'est pas là. Savary convainc le prince et son escorte de pousser jusqu'à Vitoria. En réalité, Napoléon n'est pas plus à Vitoria qu'il n'était à Burgos : il se trouve toujours à Bayonne, où il attend que le prince le rejoigne. En revanche, la région est occupée par le général français Verdier et ses hommes.
Sur les conseils des ducs de San Carlos et de l'Infantado, le prince refuse de continuer. Savary part pour Bayonne et en revient avec une lettre de Napoléon, ainsi que des promesses ; si tout cela devait être insuffisant, il a aussi l'ordre de ramener le prince manu militari. Le 20 avril, l'escorte passe en territoire français et arrive peu après à Bayonne.
Le soir même, l'Empereur charge Savary, auteur des promesses mensongères, d'aller annoncer à l'infant que c'est Charles IV qui est reconnu comme le roi légitime d'Espagne. Godoy, aussitôt libéré par Murat, puis le couple royal se rendent à leur tour à Bayonne. Finalement, Charles et Ferdinand renoncent tous deux à leurs droits à la couronne en faveur de Joseph Bonaparte. À Madrid, un soulèvement populaire est réprimé dans le sang par Murat le 2 mai (Dos de Mayo).

#### Commandant des troupes françaises à Madrid
La révolte commencée le 2 mai se prolonge tout au long du mois de mai. Napoléon charge Murat de coordonner la répression, mais celui-ci tombe malade et se révèle incapable de diriger les armées françaises sur place. L'Empereur ordonne alors à Savary de remplacer le grand-duc de Berg le temps de son rétablissement. Il se rend à Madrid et accepte ce commandement inattendu qui place le général qu'il est au-dessus des maréchaux Bessières et Moncey ; il doit de plus faire contresigner ses ordres par le chef d'état-major de Murat, le général Belliard, qui lui obéit à contrecœur. Tandis que la maladie de Murat s'aggrave, Savary s'acquitte tant bien que mal de sa mission.

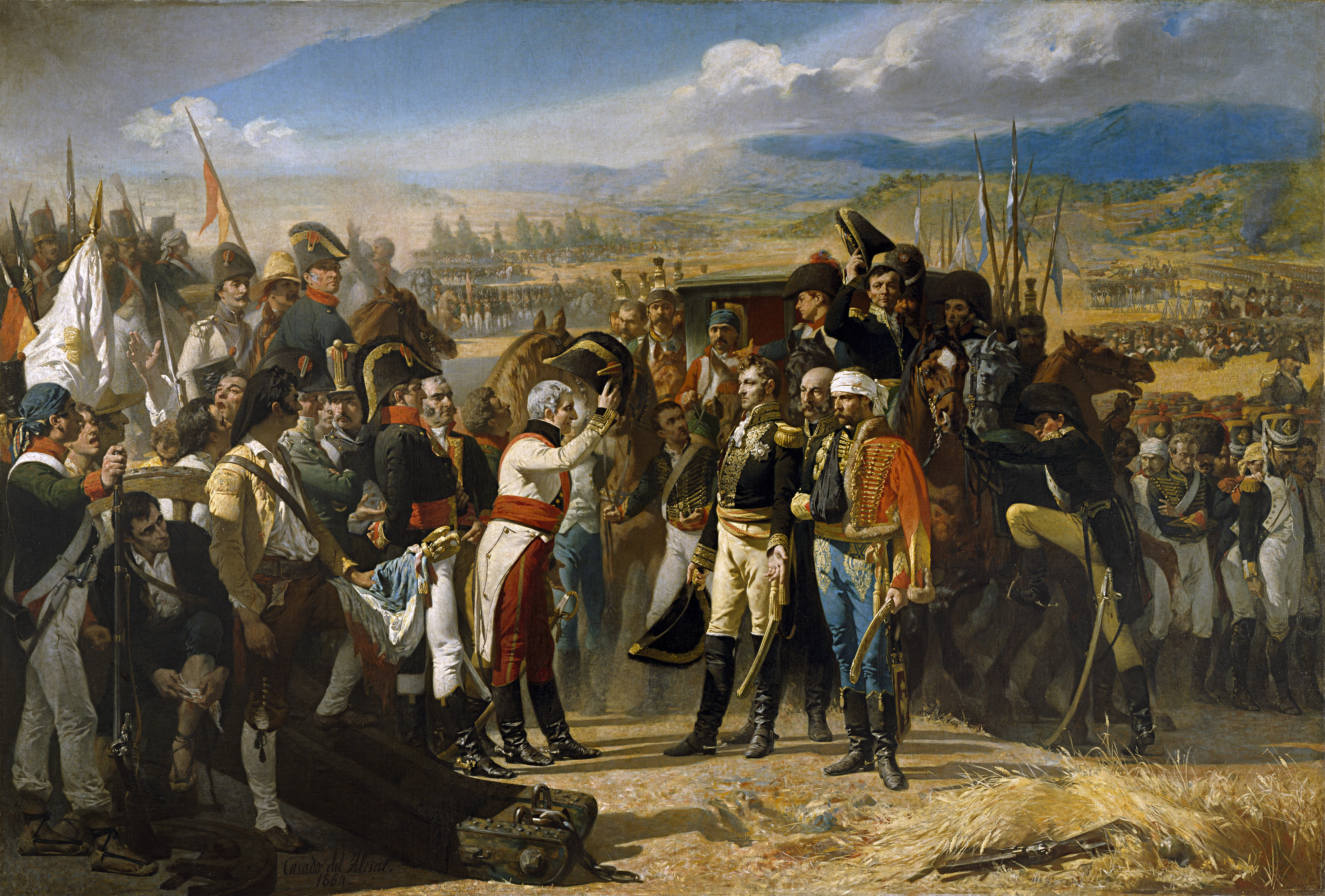
Contre l'avis de Savary, l'Empereur fait envoyer tous les renforts disponible à l'armée de Bessières, laissant celle du général Dupont isolée en Andalousie. La défaite de Bailén est le premier échec important pour la Grande Armée (La Reddition de Bailén, José Casado del Alisal, 1864, musée du Prado).

Le duc de Rovigo s'oppose très vite à l'ambassadeur La Forest. Le général se préoccupe des besoins et du bien-être des soldats, tandis que le diplomate s'efforce de ne pas brusquer les ministres espagnols en demandant de trop lourdes contributions financières. Alors que Savary veut répondre à l'hostilité des populations par la répression et la violence, La Forest espère gagner les cœurs en temporisant. De fait, le général accumule les impairs. Il fait, par exemple, fêter chaque victoire contre les insurgés par une salve de canon, ce qui vexe dans leur honneur national même les afrancesados (Espagnols francophiles).
Le 29 juin 1808 Murat est autorisé à rentrer en France et Savary est chargé d'assurer le commandement en chef des troupes françaises en Espagne jusqu'à l'arrivée du roi Joseph. La situation ne cesse de s'aggraver : chaque jour apparaissent de nouveaux foyers de rébellion, les ordres de Napoléon arrivent en décalage avec les événements et les généraux français, tous débordés, manquent de renforts. Le maréchal Moncey est bloqué devant Valence, Verdier ne parvient pas à prendre Saragosse. Cependant, Savary est surtout inquiet pour le général Dupont, qui opère en Andalousie. Malgré ses demandes répétées, l'Empereur lui ordonne d'affecter les rares renforts disponibles au maréchal Bessières, lui aussi en difficulté dans le nord du pays. Napoléon ne tient aucun compte de ses remarques et les troupes partent pour le nord. Bessières remporte grâce à elles la bataille de Medina de Rioseco (14 juillet), ce qui permet à Joseph de partir pour Madrid où il arrive le 20.
Les autorités apprennent alors la capitulation du général Dupont à la bataille de Bailén (16 au 22 juillet). Les conséquences sont terribles, puisque près de 20 000 Français sont capturés. C'est la première défaite importante de l’armée napoléonienne et elle a un grand retentissement dans la population espagnole. Madrid n'est plus assez défendue. Sur le conseil de Savary, Joseph quitte la ville ; lui-même part peu après informer l'Empereur des événements. Napoléon se montre irrité de la défaite de Dupont et de la fuite trop rapide hors de la capitale. Après l'avoir emmené, en sa qualité d'aide de camp, à l'entrevue d'Erfurt (octobre 1808), l'Empereur renvoie Savary en Espagne où il a pour mission de remettre Joseph sur le trône. De retour en ville après de durs combats, il s'acquitte de tâches de police ingrates. Il fait arrêter et interroger quantité de suspects et perquisitionner les demeures des nobles, mais aussi les monastères. En décembre, il suit Napoléon, d'abord à la poursuite d'une armée anglaise, puis en France où l'Empereur s'inquiète des manigances de deux de ses ministres : Talleyrand et Fouché.

### Ministre de la Police

#### À la place de Joseph Fouché

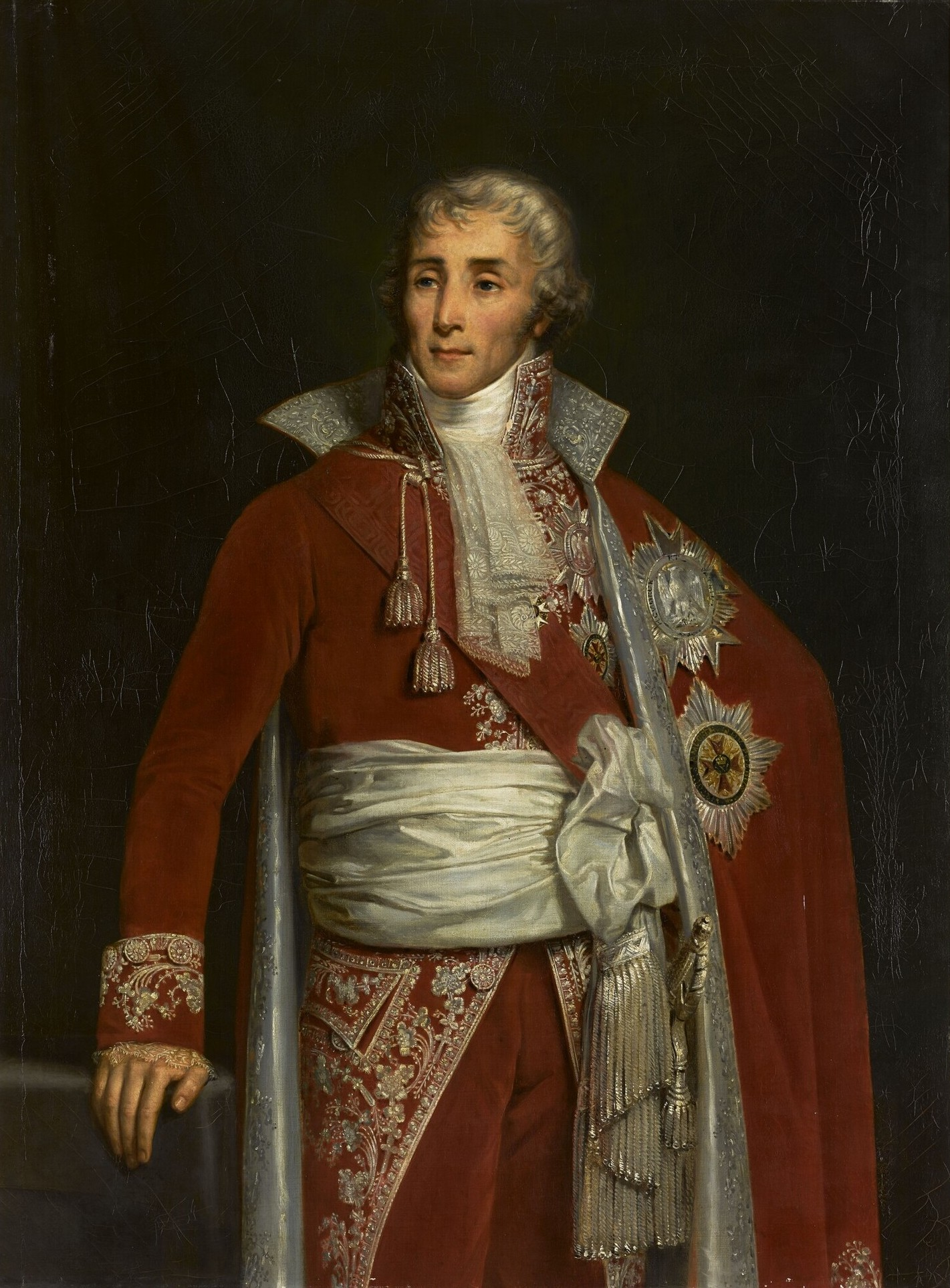
À la suite d'une nouvelle trahison, Fouché, duc d'Otrante, est démis du ministère de la Police générale au profit de Savary.

Spéculant sur des rumeurs prétendant que l'Empereur est mort en Espagne, les ministres de la Police et des Affaires étrangères, Joseph Fouché et Charles-Maurice de Talleyrand-Périgord, intriguent en effet afin de placer un autre membre de la famille impériale sur le trône, comptant bien exercer en sous-main le pouvoir à eux deux. Le nouveau roi de Naples, le maréchal Murat, beau-frère de l'Empereur, poussé par sa femme Caroline, se laisse tenter sans pour autant donner de marques ostensibles de son ambition. Finalement, cette mascarade prend fin avec le retour de Napoléon à Paris. Les deux ministres sont vertement sermonnés par leur maître, mais aucune mesure précise n'est prise. La disgrâce de Fouché n'en est pas moins amorcée, mais son successeur reste encore à trouver.
Souhaitant une police tout entière à ses ordres, l’Empereur se tourne donc vers son plus fidèle serviteur, le général Savary, qui est toujours commandant de la gendarmerie d'élite, véritable contre-police, et qui, juge Napoléon, a l'expérience suffisante pour diriger la Police générale.
Le 1er juin 1810, à la suite d'une nouvelle trahison de Fouché, duc d'Otrante, qui engage à Londres des pourparlers de paix avec Wellesley par l'intermédiaire du banquier Ouvrard, le ministre est démis de ses fonctions et remplacé par Savary. Fouché n'a cependant pas la moindre intention de faire quoi que ce soit pour aider le nouveau chef du Ministère de la Police, installé à l’hôtel de Juigné. Après une cordiale entrevue avec son successeur qui lui accorde quelque temps pour déménager, il va, pendant les trois jours suivant son éviction, brûler méthodiquement la quasi-totalité des archives de la Police, des listes recensant les indicateurs aux comptes rendus des agents secrets, en passant par les fiches élaborées sur tous les personnages suspects ou simplement puissants et les ordres de mission de l'Empereur. Il ose même prendre avec lui les documents qu'il n'a pas eu le temps de détruire lorsque Napoléon, jugeant suspect ce départ retardé, lui intime l'ordre de quitter les lieux.
Dès lors tous les réseaux établis par le duc d'Otrante sont à reconstruire, toutes les informations à retrouver. Savary souffre de plus de son impopularité : nul n'ignore sa complète dévotion à l'Empereur. Le général, moins que quiconque, irait contredire les ordres du maître, pire, il les appliquerait avec grand zèle sans perdre une minute.
Toutefois, petit à petit, Savary parvient et à se faire accepter, et à remettre en marche la machine du quai Voltaire. La duchesse de Rovigo organise de nombreuses réceptions mondaines tandis que son mari fait des efforts notables pour apparaître moins dur et moins brutal. Dans le même temps, le ministre recrute de nouveaux collaborateurs, comme le préfet de police de Paris Dubois, ou le baron de Norvins. Avec l'approbation de l'Empereur, il se rapproche des milieux royalistes, autant que le peut « l'exécuteur du duc d'Enghien », et relâche la pression policière sur ces opposants au régime. Il met ainsi fin, par exemple, à la surveillance de l'abbé de Montesquiou et améliore les conditions de détention des frères Armand et Jules de Polignac.

#### Fichage et censure

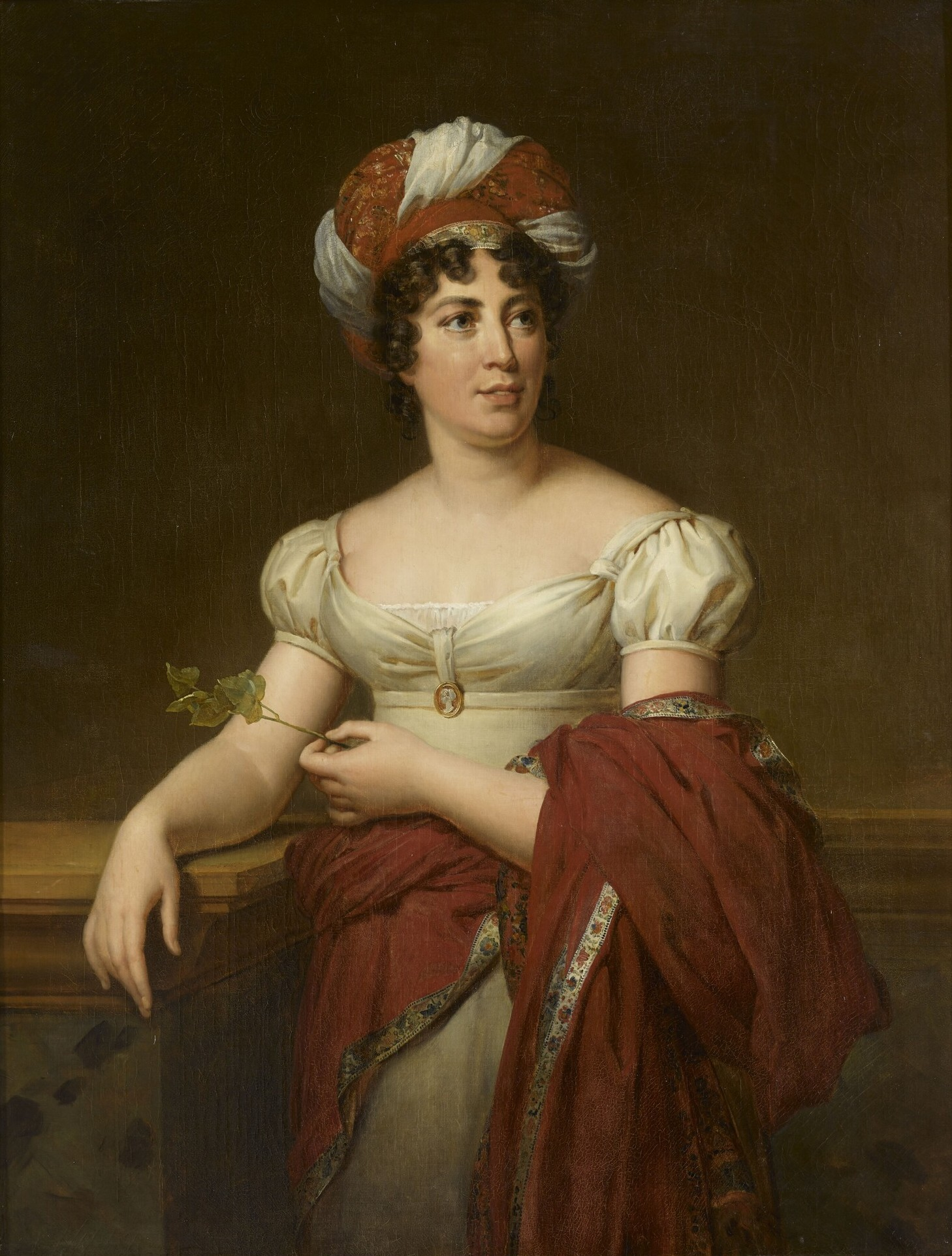
Germaine de Staël, peinte par Marie-Éléonore Godefroid d'après François Gérard (1810). Auteur de l'Allemagne, elle est sans doute la plus célèbre victime de la censure impériale orchestrée par Savary.

Le travail du ministre ne se limite toutefois pas à l'organisation de réceptions et à l'annonce de mesures de clémence. D'autres décisions bien plus impopulaires sont mises en application.
Par un décret d'octobre 1810, Savary oblige tous les domestiques de Paris à se faire recenser au ministère de la Police,. La même année, il demande aux préfets de ficher tous les notables influents de leur ressort, en précisant leurs opinions politiques, leur fortune, leurs relations et leur situation familiale. Ils doivent aussi répertorier les jeunes filles héritières de plus de quatorze ans de la bonne société bientôt en âge de contracter mariage, dans le but de préparer des noces avec de jeunes officiers de la noblesse d'Empire ou des serviteurs de Napoléon. Ceci a été nommé la « conscription des filles ». L'objectif du ministre et de l'Empereur est de réunir les aristocraties de l'Ancien et du nouveau régime. Les jeunes garçons d'origine aisée sont également listés afin de sélectionner parmi eux les officiers et hauts fonctionnaires de demain. Enfin, les représentants de l'État doivent veiller à appliquer la conscription strictement et partout, c’est-à-dire qu’ils reçoivent pour mission de traquer les déserteurs, de plus en plus nombreux à mesure que s'accumulent les difficultés.
Les préfets sont assez mal à l'aise face à ces nouvelles missions. Pour s'assurer d'être bien obéi, le duc de Rovigo les fait donc épauler, pour ne pas dire surveiller, par des agents du ministère, directement sous ses ordres.
En octobre 1811, à la suite de demandes répétées du duc de Rovigo, l'Empereur accepte un projet de censure beaucoup plus radical que ceux alors en vigueur. Le nombre de journaux parisiens est limité à quatre : Le Moniteur universel, la Gazette de France, le Journal de l'Empire et le Journal de Paris. Tous les autres sont interdits et leur propriétaires indemnisés. Contre l'avis de Savary, qui envisageait le maintien de six journaux, l'Empereur fait disparaître le Publiciste et le Mercure de France. Le contrôle de la presse passe sous l'autorité du ministère de la Police générale. En province, elle subit un contrôle similaire : une seule feuille est autorisée par département, encore doit elle se borner à copier des extraits du journal officiel, le Moniteur. Savary veille également sur la production théâtrale : de nombreuses pièces sont interdites. L'exemple le plus célèbre de cette frénésie d'interdit est la décision du duc de Rovigo d'interdire l'ouvrage de Mme de Staël, De l'Allemagne, avant même que le conseil de censure ne rende son verdict. Aux yeux de Savary, ce livre commet la double faute d'une part de glorifier le peuple allemand, d'autre part de passer sous silence les succès militaires français contre la Prusse. L'ouvrage est pilonné, les presses brisées et l'auteur exilée.
D'un autre côté, ceux qui témoignent d'un dévouement particulier à l'Empire et à son prince sont félicités, et même récompensés financièrement.
En dépit de ces efforts pour accroître la puissance et l'autorité de la Police impériale, Savary est ramené à ses prérogatives par Napoléon à chaque fois qu’il entre en conflit avec les autres ministères : par exemple, il s’oppose à plusieurs reprises au ministre de la Marine, l'amiral Decrès, au sujet du contrôle des ports de l'Empire. Il entre en contentieux avec le ministre des Affaires étrangères, Maret, au sujet de la surveillance des diplomates résidant à Paris. L'Empereur arbitre souvent ces conflits en sa défaveur.

#### L'humiliation Malet

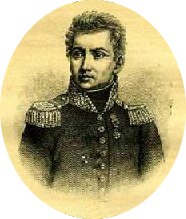
Le général Malet s'évade de prison et tente un coup d'État le 23 octobre 1812. Totalement pris de court, le ministre de la Police est arrêté au pied de son lit.

La Police impériale se trouve ridiculisée lors du coup d'État du général Malet. Ce général, interné pour conspiration, s'évade de son lieu de détention le 23 octobre 1812 vers trois heures du matin. Il se rend à la caserne la plus proche avec un faux sénatus-consulte annonçant à la fois la mort de Napoléon en Russie et la proclamation de la République. Aidé de quelques soldats, il se rend à la prison de la Force et ordonne la libération de deux autres généraux captifs : Lahorie et Guidal. Ceux-ci, ignorant que Napoléon est toujours vivant, et tout à leur joie de retrouver la liberté, se joignent à Malet. À sept heures du matin, Guidal et Lahorie pénètrent sans difficulté au ministère de la Police et surprennent Savary au pied du lit. Guidal, qui avait été emprisonné sur l'ordre du ministre, s'empare d'une arme, bien décidé à tuer le duc de Rovigo, mais Lahorie, ancien compagnon d'arme de Savary, s'interpose. Finalement, le ministre est arrêté et emmené par Guidal à la prison de la Force. Ses collaborateurs proches, Pasquier et Desmarets, subissent le même sort, tandis que Lahorie prend possession du ministère.
Malet, qui n'a pour l'instant eu affaire qu'à des soldats ou fonctionnaires crédules, ne parvient pas en revanche à convaincre le général Hulin à l'état-major général. En désespoir de cause, il lui tire dessus à bout portant, lui fracassant la mâchoire. Deux officiers, Laborde et Doucet, arrêtent Malet et se rendent au ministère de la Police, où ils arrêtent Lahorie. Le ministre est aussitôt libéré, tandis que les derniers conspirateurs sont mis hors d'état de nuire. Sur son ordre, des affiches sont placardées dans les rues, informant la population de l'échec du complot et réaffirmant que Napoléon est toujours en vie. Le calme revient à Paris et le duc retrouve son ministère.
Toutefois cet épisode le discrédite totalement. Le chef de la toute puissante Police générale, à la tête d'un vaste réseau d'informateurs et d'agents secrets, s'est révélé incapable de prévoir et même de contrecarrer le complot d'un déséquilibré. Le ministère a été investi sans aucune difficulté, et le ministre appréhendé en chemise de nuit. Tout Paris se gausse de sa mésaventure, notamment de son emprisonnement à la Force, de son « tour de Force », comme disent les Parisiens. La femme du ministre, elle aussi surprise au lit, est également raillée : on prétend que « Mme la duchesse de Rovigo a été la seule à s'être bien montrée ».
Pour le duc, la réaction de l'Empereur est plus inquiétante. Celui-ci est évidemment très mécontent de la tournure de cette affaire. Savary, ainsi que le ministre de la Guerre, Clarke, sont vertement tancés, l'un pour s'être fait berner, l'autre pour son manque notable de réaction face au coup d'État. Tous deux conservent néanmoins leur poste.

### La chute de l'Empire et les débuts de la Restauration

Blason de Savary, duc de Rovigo. Sous le chef des Ducs de l'Empire : d'azur, au chevron d'or, accompagné en chef de deux molettes d'éperons d'argent et en pointe d'un sabre en pal du même.

#### La campagne de France
Après cet épisode, Savary perd beaucoup de sa crédibilité, tant auprès de l'Empereur qu'auprès de la population. Néanmoins Napoléon n'a plus guère la possibilité de se soucier des affaires intérieures : après la retraite de Russie et la défaite de Leipzig (octobre 1813), la sixième coalition semble en passe de défaire la Grande Armée. Soucieux de maintenir la cohésion nationale, l'Empereur pousse son ministre de la Police à veiller à une meilleure application de la conscription, à étendre la censure et à mettre en place une propagande plus crédible et plus solide.
En 1814 s'engage la campagne de France. Savary s'efforce de suivre au mieux les ordres de son maître, mais il tient de plus en plus la victoire de la France pour impossible. Son dévouement envers Napoléon reste cependant entier, raison pour laquelle ce dernier le nomme au conseil de régence. À partir de mars 1814 la situation devient critique à Paris. Savary décrit à l'Empereur une ville à bout de ressource et d'énergie, alors même que les coalisés ne sont qu'à quelques journées de marche de la capitale. Le 27 mars 1814, l'impératrice Marie-Louise et le lieutenant général de l'Empire Joseph Bonaparte décident de quitter la ville avec le roi de Rome, contre l'avis de la plupart des ministres dont Savary. Celui-ci commet alors, bien qu'il s'en défende dans ses mémoires, l'erreur d'autoriser l'ancien comploteur Talleyrand à rester à Paris. En effet, le 30 mars 1814, à la suite d'une habile manœuvre pour rester dans la ville, Talleyrand négocie avec le maréchal Marmont la reddition de la ville tandis que Savary rejoint Marie-Louise à Blois. Napoléon Ier abdique à Fontainebleau le 6 avril.

#### La Première Restauration  et les Cent-Jours
Savary ne cherche pas à rejoindre l'Empereur après l’abdication. Il se retire à la campagne et ne se rend à Paris qu'à de rares occasions dont le baptême, le 11 octobre 1814, de son sixième enfant, Anne-Charlotte. Il est surveillé par la police de la Restauration : des rapports de police prétendent qu'il complote. Mais il reste en retrait, sans actions secrètes ni compromissions avec le nouveau pouvoir.

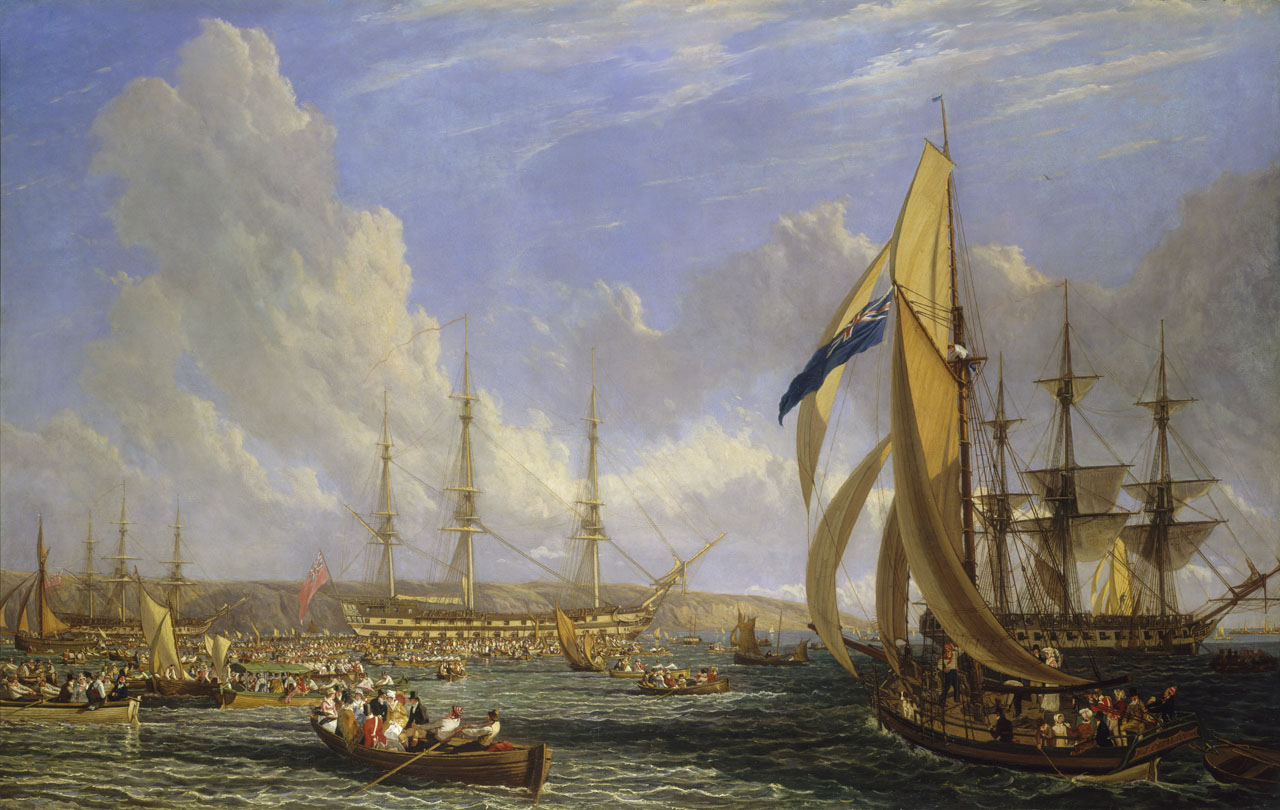
Savary accompagne l'Empereur en Angleterre à bord du mais, arrêté par les Britanniques, il n'est pas autorisé à le suivre à Sainte-Hélène.

Le 20 mars 1815, Napoléon est de retour à Paris. Savary s'empresse de rejoindre son ancien maître qui le reçoit sans grand enthousiasme. Là, le duc de Rovigo aurait, selon ses dires, refusé d'être reconduit dans ses anciennes fonctions. Le ministère de la Police est rendu à Joseph Fouché et Savary reçoit le titre de Premier Inspecteur de la gendarmerie, avec pour mission de contrer les pouvoirs du nouveau ministre. Il est également honoré de la pairie le 4 juin 1815. Néanmoins, le duc de Rovigo n'a pas l'occasion d'agir de quelque manière que ce soit. Le 21 juin la nouvelle de Waterloo réduit au silence les fidèles de l'Empereur. À l'Élysée, Savary enjoint encore une fois Napoléon de signer l'abdication. Ceci fait, il accompagne l'Empereur à Rochefort, et embarque avec lui à bord du Bellerophon à destination de Plymouth (15 juillet 1815). Arrivé en Angleterre, Napoléon apprend qu'il va être emmené sur l'île de Sainte-Hélène. Les Britanniques l'autorisent à choisir parmi ceux qui l'accompagnent trois officiers pour venir avec lui, excluant les généraux Savary (pour son rôle dans l'affaire du duc d'Enghien), et Lallemand (pour avoir trahi Louis XVIII qu'il avait rallié lors de la première restauration).

#### Prisonnier, puis exilé
Un peu plus tard, les deux généraux apprennent qu'ils ont été placés par Fouché, toujours en poste, sur la liste de proscription du 24 juillet 1815, article 1 (arrestation et comparution en conseil de guerre). Ils ne sont cependant pas rapatriés avec le risque d'être condamnés à mort comme ils le craignent, mais conduits à Malte comme prisonniers de guerre.

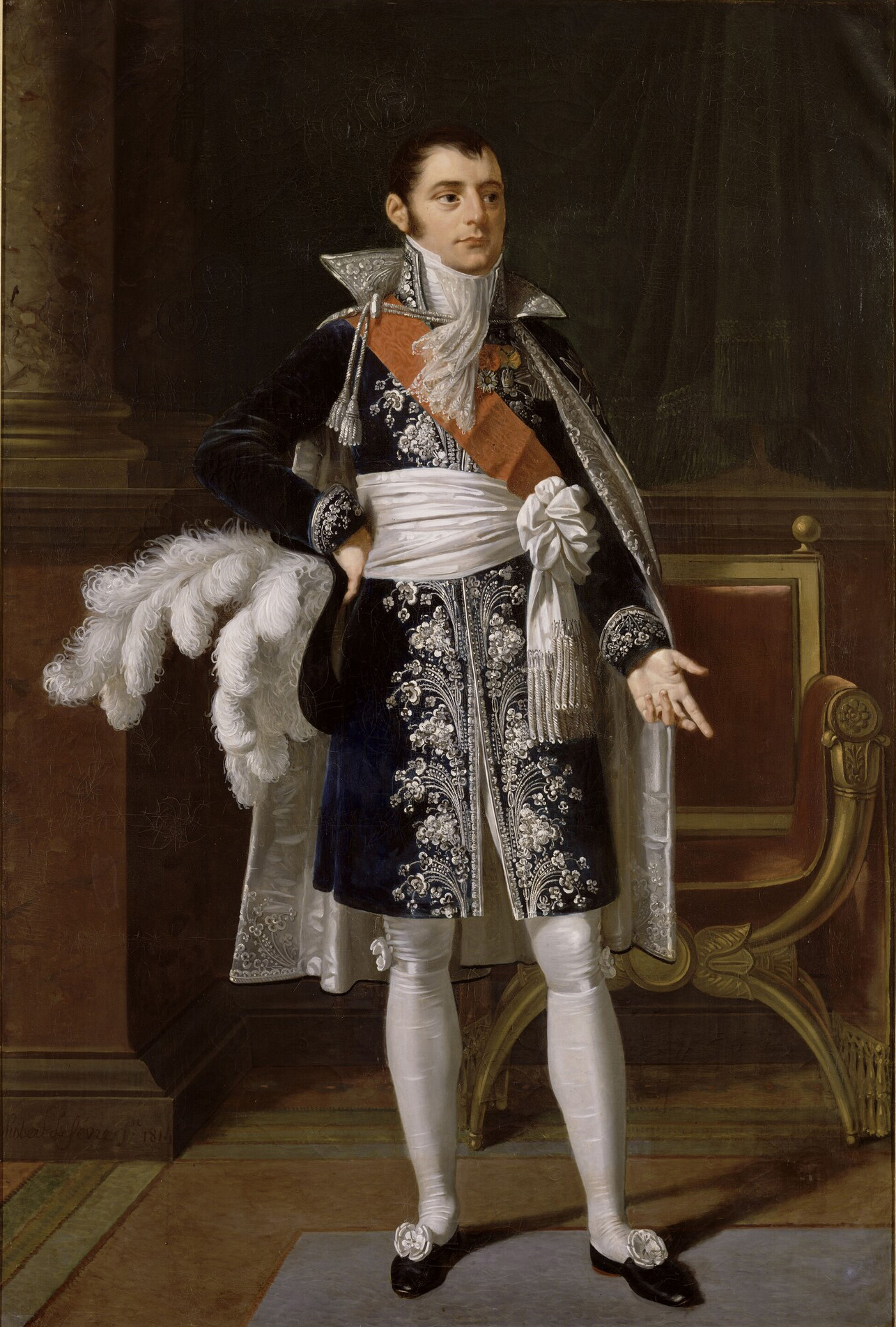
Portrait de Anne Savary (1774-1833), Duc de Rovigo, par Robert Lefèvre, 1814, actuellement au château de Versailles.

Les Britanniques ne souhaitent cependant pas garder les deux officiers prisonniers à vie. Le gouvernement fait donc savoir à Savary et à Lallemand qu'ils sont libres de partir à la condition de se prêter à un simulacre d'évasion. La Couronne britannique souhaite en effet rester en bons termes avec la France, où doit s'ouvrir bientôt leur procès (par contumace). À la fin de l'année 1816, les généraux français quittent donc leur prison maltaise et embarquent sur un navire anglais à destination d'Odessa. Ils débarquent à Smyrne. C'est là qu'en janvier 1817, Savary apprend l'issue de son procès : la Chambre des pairs l'a condamné à mort.
Le duc et Lallemand quittent ensuite Smyrne et l'Empire ottoman, d'où ils sont expulsés à la demande de l'ambassadeur de France, pour l'empire d'Autriche. Arrivé à Trieste en juin 1817, Savary est reconnu par les autorités, mis aux arrêts et emmené en résidence surveillée à Gratz mais, par souci d’apaisement, Louis XVIII ne fait pas demander son extradition. Un an plus tard le prince de Metternich accepte de laisser repartir le duc de Rovigo pour Smyrne, où ce dernier se reconvertit dans le commerce avec un succès mitigé. À la suite d'une rixe avec un officier de la Marine Royale française en avril 1819, Savary apprend que les autorités françaises envisagent de le faire conduire dans une autre ville de l'Empire ottoman. Prenant les Turcs de court, il s'embarque en secret pour Londres. Sur les conseils de sa famille et de ses amis, il choisit alors de rentrer en France et d'obtenir un second jugement.

#### Le retour en France (1819) et la retraite
Le 27 décembre 1819, le second procès du duc de Rovigo s'ouvre devant le conseil de guerre. Défendu par Dupin, l'avocat du maréchal Ney, il doit répondre des mêmes chefs d'accusation que lors de son procès de 1816, c'est-à-dire de ses actes durant les Cent Jours. À l'issue du vote, Savary est acquitté à l'unanimité. Il est rétabli dans ses titres et dignités, mais pas dans ses fonctions, et ne se voit pas confier de commandement.
Savary souffre en effet toujours d'une très mauvaise réputation chez certains royalistes, qui lui reprochent son rôle dans la mort du duc d'Enghien ; aussi décide-t-il de faire publier sa vision des faits. Le 30 octobre 1823 paraissent les Extraits des mémoires de M. de Rovigo concernant la catastrophe de Monseigneur le duc d'Enghien, où il prouve la responsabilité initiale du prince de Talleyrand. Ce dernier répond rapidement et habilement en menant une campagne de presse efficace contre le duc. Il bénéficie par ailleurs de l'approbation de la Cour, qui avait pourtant autorisé la parution de ces mémoires. Talleyrand l'emporte, le roi prend officiellement son parti et interdit au duc de Rovigo de se présenter à nouveau au palais des Tuileries. Peu après cette affaire, le duc est mis à la retraite, à l'âge de 49 ans, le 3 décembre 1823.
En 1828 Savary fait paraître ses Mémoires du duc de Rovigo pour servir à l'histoire de l'empereur Napoléon, en huit volumes, afin de répondre à ses adversaires mais aussi et surtout de narrer sa version de l'épopée napoléonienne. L'ouvrage est un succès d'édition à l'heure où le souvenir de l'Empereur est encore très vivace. L'année suivante, le duc quitte la France pour Rome et l'Italie.

### Le retour en grâce

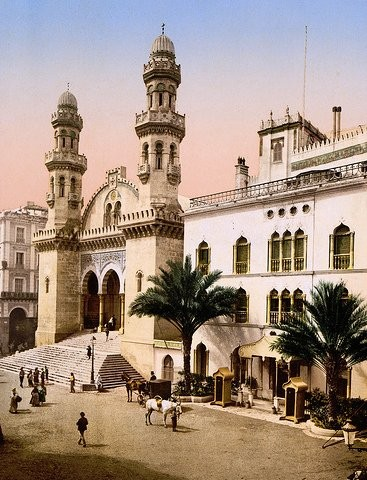
La cathédrale Saint-Philippe d'Alger en 1899, mosquée Ketchaoua jusqu'en 1832 et depuis 1962.

#### La révolution de Juillet
C'est là qu'il apprend la chute de Charles X et l'avènement de la monarchie de Juillet le 31 juillet 1830. Le duc s'empresse de regagner la France et faire allégeance au nouveau roi, Louis-Philippe Ier. Grâce au soutien du ministre des Affaires étrangères, Horace Sébastiani, grand ami de la duchesse de Rovigo, et à l'approbation du roi des Français, Savary est de nouveau autorisé à paraître à la Cour.

#### L'Algérie
Le 6 décembre 1831 il retrouve un poste, devient commandant en chef des troupes françaises en Algérie. Dès la fin du mois, il s'embarque pour l'Algérie. Ses ordres sont de conquérir le littoral et de contrôler l'intérieur des terres par l'intermédiaire des tribus locales. À ce moment, l'armée française ne tient qu'Alger, Oran et Mers el-Kébir. 
Dans un premier temps, l'autorité sur les administrations non militaires est détenue par l'intendant Pichon, avec qui Savary doit donc partager le pouvoir, avec quelques difficultés . Pichon est finalement placé sous ses ordres par l’ordonnance royale du 12 mai 1832.
Pour montrer son attachement à la colonisation, Savary donne le nom de Rovigo à un village de la plaine de la Mitidja et soutient la construction d'infrastructures, notamment d'écoles. Dans le même temps, il lance son programme de conquête avec la prise de Bône en avril 1832.
Il soutient aussi les cheikhs Ben Saïd et Ben Zemoun contre le bey de Constantine, qui depuis 1830 refuse de se soumettre aux autorités coloniales. Le 7 avril 1832, pour venger le cheikh Ferhat ben Saïd, autre adversaire d'Ahmed Bey, Savary ordonne le massacre de la tribu d'El Ouffia. Le 1er régiment de chasseurs d'Afrique (une nouvelle unité de cavalerie indigène) exécute quatre-vingts civils et le reste de la tribu est emmené par les troupes.
Une fois devenu le seul maître, Savary veut faire imposer la présence française sans tenir compte des sentiments des autochtones par tous les moyens. C'est ainsi qu'il convertit la mosquée Ketchaoua en église catholique et réquisitionne des habitations d'Alger pour les donner à des Français. De telles méthodes conduisent les Arabes à se montrer de plus en plus hostiles. Plusieurs villes se soulèvent, obligeant les troupes françaises du général Faudoas, par ailleurs beau-frère de Savary, à se replier. La contre-offensive ne se fait pas attendre, et les meneurs sont exécutés ou déportés. La violence de la répression surprend jusqu'aux colons et aux militaires français, qui s'inquiètent des risques de déstabilisation à long terme que pourrait entraîner cette politique.

#### La mort
Tombé malade au début de l'année 1833, Savary est rappelé en France le 3 mars 1833. Il meurt à Paris le 2 juin, vraisemblablement d'une forme de cancer du larynx.
En juillet, le rapport d'une commission d'enquête parlementaire condamne nettement sa politique en Algérie.
Le nom du duc est gravé sur l’arc de triomphe de l'Étoile, côté Est. Sa tombe se trouve au cimetière du Père-Lachaise, 35e division.

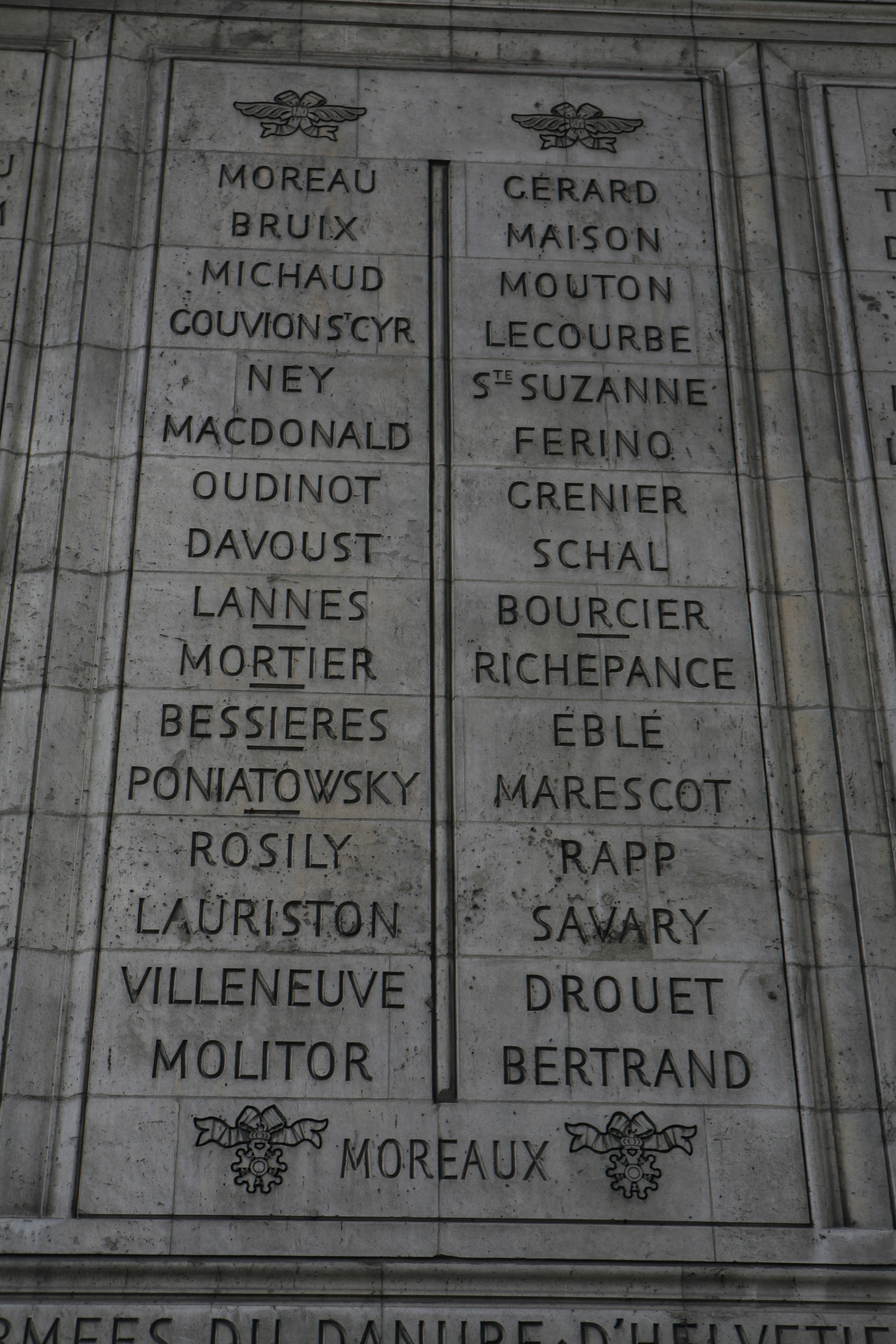
Noms gravés sous l'arc de triomphe de l'Étoile : pilier Est, 13e et 14e colonnes.

Ses papiers personnels sont conservés aux Archives nationales sous la cote 421AP